# Хуан Карлос Осоріо
Хуан Карлос Осоріо (ісп. Juan Carlos Osorio; нар. 8 червня 1961, Санта-Роса-де-Кабаль) — колумбійський футболіст, що грав на позиції півзахисника. По завершенні ігрової кар'єри — футбольний тренер.
Виступав, зокрема, за клуб «Депортіво Перейра».

## Ігрова кар'єра
У дорослому футболі дебютував 1972 року виступами за команду клубу «Депортіво Перейра», в якій провів вісім сезонів. 
Протягом 1981 року захищав кольори команди клубу «Інтернасьйонал».
Завершив професійну ігрову кар'єру у клубі «Онсе Кальдас», за команду якого виступав один сезон у 1982 році.

## Кар'єра тренера
Розпочав тренерську кар'єру, повернувшись до футболу після тривалої перерви, 2006 року, очоливши тренерський штаб клубу «Мільйонаріос».
В подальшому очолював команди клубів «Чикаго Файр», «Нью-Йорк Ред Буллз», «Онсе Кальдас», «Пуебла», «Атлетіко Насьйональ» та «Сан-Паулу».
2015 року очолив національну збірну Мексики. Під його керівництвом мексиканці брали участь у декількох виеликих міжнародних турнірів, останнім з яких став чемпіонат світу 2018, де команда Осоріо вийшла з групи, проте у першому ж раунді плей-оф поступилася бразильцям. Невдовзі після цього тренер залишив мексиканську збірну.
3 вересня 2018 року був призначений головним тренером збірної Парагваю, проте вже 13 лютого наступного року контракт було розірвано за обопільною згодою.
З 10 червня 2019 року по 1 листопада 2020 року очолював колумбійський клуб «Атлетіко Насьйональ».
16 червня 2021 року очолив клуб «Америка де Калі». 31 березня 2022 року спортивна дирекція клуб звільнила Осоріо.
13 серпня 2023 колумбієць ства головним тренером єгипетського клубу «Замалек».

## Статистика тренера
Станом на 31 березня 2022
| «Мільйонаріос»        | Колумбія | 1 січня 2006   | 30 червня 2007    | 42  | 19  | 9   | 14  | 45,24 |
| «Чикаго Файр»         | США      | 1 липня 2007   | 10 грудня 2007    | 18  | 7   | 7   | 4   | 38,89 |
| «Нью-Йорк Ред Буллз»  | США      | 18 грудня 2007 | 21 серпня 2009    | 59  | 14  | 15  | 30  | 23,73 |
| «Онсе Кальдас»        | Колумбія | 1 січня 2010   | 27 грудня 2011    | 100 | 48  | 24  | 28  | 48,00 |
| «Пуебла»              | Мексика  | 1 січня 2011   | 21 березня 2012   | 11  | 2   | 2   | 7   | 18,18 |
| «Атлетіко Насьйональ» | Колумбія | 3 травня 2012  | 25 травня 2015    | 104 | 50  | 29  | 25  | 48,08 |
| «Сан-Паулу»           | Бразилія | 26 травня 2015 | 6 жовтня 2015     | 25  | 11  | 6   | 8   | 44,00 |
| Мексика               | Мексика  | 14 жовтня 2015 | 27 липня 2018     | 52  | 33  | 9   | 10  | 63,46 |
| Парагвай              | Парагвай | 3 вересня 2018 | 13 лютого 2019    | 1   | 0   | 1   | 0   | 00.00 |
| «Атлетіко Насьйональ» | Колумбія | 1 липня 2019   | 17 листопада 2020 | 50  | 22  | 17  | 11  | 44,00 |
| «Америка де Калі»     | Колумбія | 1 липня 2021   | 31 березня 2022   | 49  | 15  | 11  | 23  | 30,61 |
| Разом                 | Разом    | Разом          | Разом             | 653 | 301 | 161 | 191 | 46,09 |

## Титули і досягнення

### Клубні
Чемпіон Колумбії (4): 2010-II, 2013-I, 2013-II, 2014-I
Володар Кубка Колумбії (2): 2012, 2013
Володар Суперліги Колумбії (1): 2012